# Lopesohylemya qinghaiensis
Lopesohylemya qinghaiensis är en tvåvingeart som beskrevs av Fan, Chen och Ma 1990. Lopesohylemya qinghaiensis ingår i släktet Lopesohylemya och familjen blomsterflugor. Inga underarter finns listade i Catalogue of Life.